# Ergilio Hato

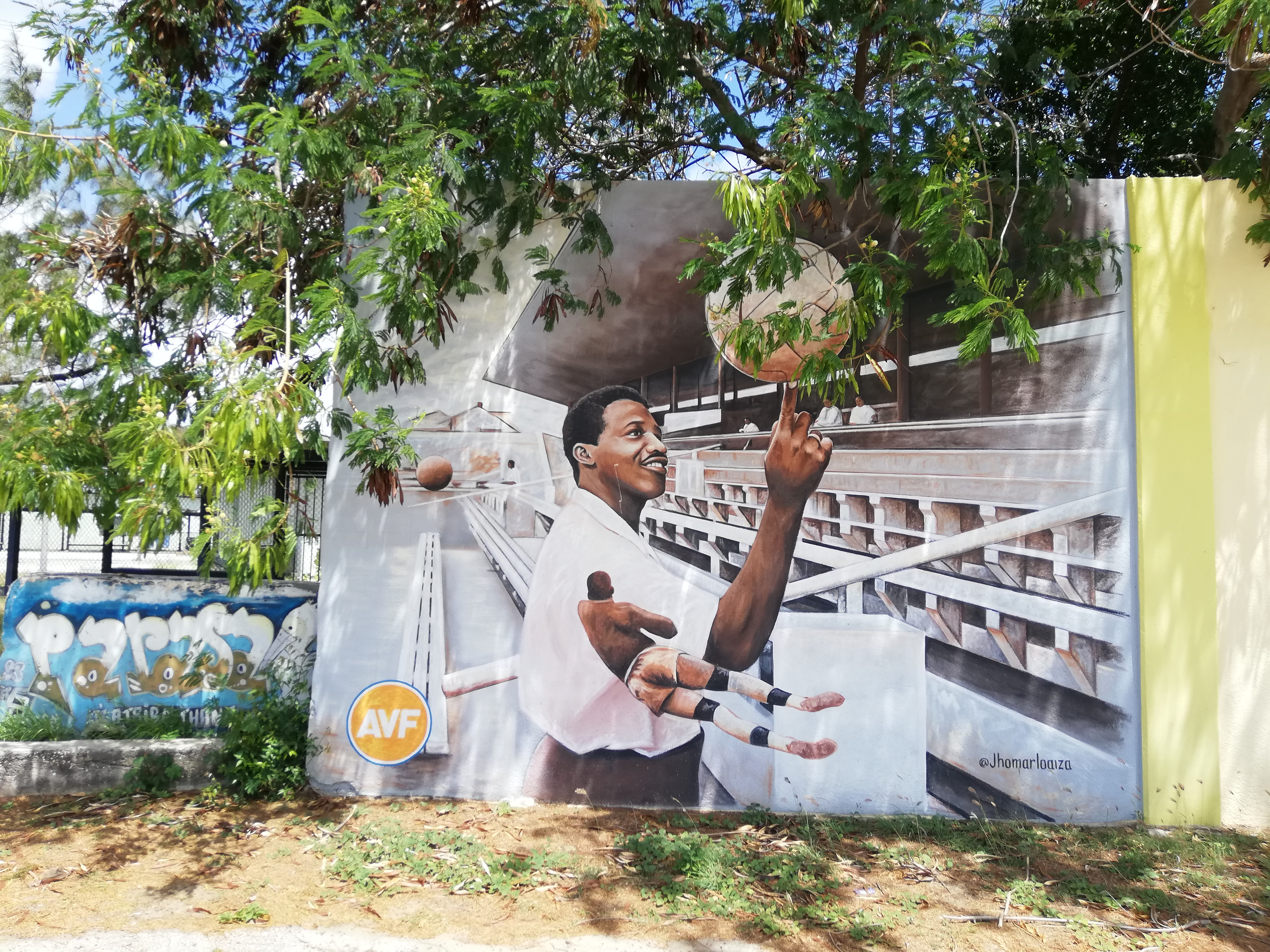
Muurschildering door Jhomar Loaiza op het Ergilio Hatostadion

Ergilio Pedro Hato, bijnamen Pantera Negra (Zwarte Panter), Vliegende Vogel en Elastic Man (Otrobanda (Willemstad), 7 november 1926 – aldaar, 18 december 2003), was een Antilliaans voetballer (keeper), afkomstig van Curaçao.
Hoewel hij algemeen wordt beschouwd als een van de beste Antilliaanse voetballers ooit, weigerde hij uit principe betaald voetballer te worden. Hij speelde voor CRKSV Jong Holland.
Hato keepte namens het Nederlands Elftal een aantal officieuze duels in 1950. Deze duels werden gespeeld tegen Leeds United in De Kuip en een aantal duels tegen Middlesex Wanderers. 
Tijdens de Olympische Zomerspelen van 1952 in Helsinki maakte hij als keeper deel uit van het Antilliaans olympisch elftal. Het team, dat vrijgeloot had voor de voorronde, verloor in de eerste ronde (de achtste finale) met 2-1 van Turkije.
Het Ergilio Hatostadion in Willemstad is naar hem vernoemd.